# Liste der Members des Order of Canada/J
Diese Liste gibt einen Überblick aller Personen, denen die Auszeichnung Member of the Order of Canada verliehen wurde.

## J
1. Frederic L. R. Jackman
2. Agnes Jacks
3. Donald George Jackson
4. Naomi Jackson Groves
5. Ellis Jacob
6. Joseph R. Jacobs
7. Yves Jacques
8. Leslie G. Jaeger
9. Peter Jaffe
10. Charles Joseph Jago
11. Harish Chand Jain
12. Donald Wesley James
13. Lois James
14. Noel Pattison James (2011)
15. William James
16. D. Park Jamieson
17. Roberta L. Jamieson
18. Ronald L. Jamieson (2014)
19. Niels W. Jannasch
20. Alex S. Janvier
21. Stephen A. Jarislowsky
22. Edwin Roper Jarmain
23. Fred Jarrett
24. Patrick Jarvis
25. Tamara Jaworska
26. C. Douglas Jay
27. Mary-Ellen Jeans
28. Arthur William Jefferies
29. Joseph Jeffery
30. Gloria Jeliu
31. David W. Jenkins
32. Ferguson Jenkins
33. Kenneth J.W. Jenkins
34. Arthur T. Jenkyns
35. Mary Adelaide Jennings
36. Peter Jennings
37. Latham B. Jenson
38. Monique Jérôme-Forget (2015)
39. Eric Kenneth Jerrett
40. Sultan Jessa
41. Aditya Jha
42. Walter Joachim
43. Marcel Jobin
44. Paul-Eugène Jobin
45. Pierre Jobin
46. John Joseph Jodrey
47. Dave Joe
48. Rita Joe
49. Asa Johal
50. Herman Smith Johannsen
51. Sue Johanson
52. Sven Borge Johansson
53. Mary John
54. Emmett Johns
55. Ben Johnson
56. Chester A. Johnson
57. Donald K. Johnson
58. Ernest Anderson Johnson
59. Jean Johnson
60. Katie Johnson
61. Lori Johnson
62. Paul Jolliffe Johnson
63. Percival Johnson
64. Waldo E. Johnson
65. William Johnson
66. (Albert) Richard Johnston
67. Carol J. Johnston
68. Edith M. Johnston
69. Jerry Johnston
70. Lynn B. Johnston
71. Marjorie A. Johnston
72. Norman S. Johnston
73. Wilfred J. Johnston
74. John J.T. Johnstone
75. Lucille Johnstone
76. Mary Irene Patricia Jolliffe
77. Roland Jomphe
78. George Jonas (2013)
79. David R. Jones
80. Edgar Thompson Jones
81. Jean McEachran Jones
82. Diane Jones-Konihowski
83. Krishan C. Joshee
84. Edith Josie
85. Franc R. Joubin
86. Claude Jourdain
87. Sandra Christine Journeaux-Henderson
88. Ronald V. Joyce
89. Gordon Wainwright Juckes
90. Donald M. Julien
91. Gilles Julien
92. Douglas Jung
93. Danielle Juteau (2013)
94. Albert Jutras